# 米勒特冰川
70°37′S 67°40′W / 70.617°S 67.667°W
米勒特冰川（英語：Millett Glacier）是南極洲的冰川，位於帕爾默地，長24公里、寬13公里，發現自戴耶高原，最終注入喬治六世海峽，在1936年由英國的探險隊測量。